# Iron Maiden/Diskografie
Diese Diskografie ist eine Übersicht über die musikalischen Werke der aus dem Vereinigten Königreich stammenden Heavy-Metal-Band Iron Maiden. Den Quellenangaben zufolge verkaufte sie bisher mehr als 130 Millionen Tonträger. Ihre erfolgreichste Veröffentlichung ist das Album The Number of the Beast mit über 2,1 Millionen verkauften Einheiten.

## Alben

### Studioalben
| Jahr | Titel Musiklabel                               | Höchstplatzierung, Gesamtwochen, AuszeichnungChartplatzierungen (Jahr, Titel, Musiklabel, Platzierungen, Wochen, Auszeichnungen, Anmerkungen) | Höchstplatzierung, Gesamtwochen, AuszeichnungChartplatzierungen (Jahr, Titel, Musiklabel, Platzierungen, Wochen, Auszeichnungen, Anmerkungen) | Höchstplatzierung, Gesamtwochen, AuszeichnungChartplatzierungen (Jahr, Titel, Musiklabel, Platzierungen, Wochen, Auszeichnungen, Anmerkungen) | Höchstplatzierung, Gesamtwochen, AuszeichnungChartplatzierungen (Jahr, Titel, Musiklabel, Platzierungen, Wochen, Auszeichnungen, Anmerkungen) | Höchstplatzierung, Gesamtwochen, AuszeichnungChartplatzierungen (Jahr, Titel, Musiklabel, Platzierungen, Wochen, Auszeichnungen, Anmerkungen) | Anmerkungen                                                    |
| Jahr | Titel Musiklabel                               | DE | AT | CH | UK | US | Anmerkungen                                                    |
| ---- | ---------------------------------------------- | --- | --- | --- | --- | --- | -------------------------------------------------------------- |
| 1980 | Iron Maiden EMI Records (EMI)                  | DE33 a Gold · (1 Wo.)DE | — | CH38 a (1 Wo.)CH | UK4 Platin · (18 Wo.)UK | — | Erstveröffentlichung: 11. April 1980 Verkäufe: + 550.000       |
| 1981 | Killers EMI Records (EMI)                      | DE10 Gold · (33 Wo.)DE | AT20 (2 Wo.)AT | — | UK12 Gold · (8 Wo.)UK | US78 Gold · (23 Wo.)US | Erstveröffentlichung: 2. Februar 1981 Verkäufe: + 1.000.000    |
| 1982 | The Number of the Beast EMI Records (EMI)      | DE11 Gold · (27 Wo.)DE | AT3 Gold · (16 Wo.)AT | CH23 Gold · (3 Wo.)CH | UK1 Platin · (35 Wo.)UK | US33 Platin · (65 Wo.)US | Erstveröffentlichung: 22. März 1982 Verkäufe: + 2.150.000      |
| 1983 | Piece of Mind EMI Records (EMI)                | DE8 Gold · (19 Wo.)DE | AT10 (8 Wo.)AT | — | UK3 Platin · (18 Wo.)UK | US14 Platin · (45 Wo.)US | Erstveröffentlichung: 16. Mai 1983 Verkäufe: + 1.775.000       |
| 1984 | Powerslave EMI Records (EMI)                   | DE9 Gold · (15 Wo.)DE | AT15 (8 Wo.)AT | CH10 (9 Wo.)CH | UK2 Gold · (14 Wo.)UK | US21 Platin · (34 Wo.)US | Erstveröffentlichung: 3. September 1984 Verkäufe: + 1.500.000  |
| 1986 | Somewhere in Time EMI Records (EMI)            | DE8 Gold · (17 Wo.)DE | AT10 (12 Wo.)AT | CH22 (6 Wo.)CH | UK3 Gold · (11 Wo.)UK | US11 Platin · (39 Wo.)US | Erstveröffentlichung: 29. September 1986 Verkäufe: + 1.450.000 |
| 1988 | Seventh Son of a Seventh Son EMI Records (EMI) | DE4 Gold · (30 Wo.)DE | AT6 (12 Wo.)AT | CH2 Gold · (10 Wo.)CH | UK1 Gold · (18 Wo.)UK | US12 Gold · (23 Wo.)US | Erstveröffentlichung: 11. April 1988 Verkäufe: + 975.000       |
| 1990 | No Prayer for the Dying EMI Records (EMI)      | DE7 (18 Wo.)DE | AT19 (9 Wo.)AT | CH11 (12 Wo.)CH | UK2 Gold · (14 Wo.)UK | US17 Gold · (18 Wo.)US | Erstveröffentlichung: 1. Oktober 1990 Verkäufe: + 800.000      |
| 1992 | Fear of the Dark EMI Records (EMI)             | DE5 (25 Wo.)DE | AT8 (16 Wo.)AT | CH5 (15 Wo.)CH | UK1 Gold · (5 Wo.)UK | US12 (13 Wo.)US | Erstveröffentlichung: 11. Mai 1992 Verkäufe: + 285.000         |
| 1995 | The X Factor EMI Records (EMI)                 | DE16 (10 Wo.)DE | AT19 (7 Wo.)AT | CH27 (3 Wo.)CH | UK8 Silber · (4 Wo.)UK | US147 (3 Wo.)US | Erstveröffentlichung: 2. Oktober 1995 Verkäufe: + 60.000       |
| 1998 | Virtual XI EMI Records (EMI)                   | DE16 (6 Wo.)DE | AT24 (6 Wo.)AT | CH39 (3 Wo.)CH | UK16 Silber · (3 Wo.)UK | US124 (1 Wo.)US | Erstveröffentlichung: 23. März 1998 Verkäufe: + 60.000         |
| 2000 | Brave New World EMI Records (EMI)              | DE3 Gold · (16 Wo.)DE | AT10 (10 Wo.)AT | CH9 (11 Wo.)CH | UK7 Gold · (5 Wo.)UK | US39 (10 Wo.)US | Erstveröffentlichung: 29. Mai 2000 Verkäufe: + 591.316         |
| 2003 | Dance of Death EMI Records (EMI)               | DE2 Gold · (9 Wo.)DE | AT3 (6 Wo.)AT | CH2 (10 Wo.)CH | UK2 Gold · (5 Wo.)UK | US18 (4 Wo.)US | Erstveröffentlichung: 8. September 2003 Verkäufe: + 252.028    |
| 2006 | A Matter of Life and Death EMI Records (EMI)   | DE1 Gold · (13 Wo.)DE | AT4 (8 Wo.)AT | CH2 Gold · (11 Wo.)CH | UK4 Gold · (7 Wo.)UK | US9 (7 Wo.)US | Erstveröffentlichung: 25. August 2006 Verkäufe: + 395.382      |
| 2010 | The Final Frontier EMI Records (EMI)           | DE1 Gold · (12 Wo.)DE | AT1 (8 Wo.)AT | CH1 Gold · (11 Wo.)CH | UK1 Gold · (6 Wo.)UK | US4 (8 Wo.)US | Erstveröffentlichung: 13. August 2010 Verkäufe: + 492.510      |
| 2015 | The Book of Souls Parlophone (WMG)             | DE1 Gold · (32 Wo.)DE | AT1 Gold · (10 Wo.)AT | CH1 (24 Wo.)CH | UK1 Gold · (12 Wo.)UK | US4 (6 Wo.)US | Erstveröffentlichung: 4. September 2015 Verkäufe: + 419.546    |
| 2021 | Senjutsu Parlophone (WMG)                      | DE1 Gold · (29 Wo.)DE | AT1 (16 Wo.)AT | CH1 (26 Wo.)CH | UK2 Gold · (8 Wo.)UK | US3 (3 Wo.)US | Erstveröffentlichung: 3. September 2021 Verkäufe: + 327.000    |

grau schraffiert: keine Chartdaten aus diesem Jahr verfügbar

### Livealben
| Jahr | Titel Musiklabel                                                              | Höchstplatzierung, Gesamtwochen, AuszeichnungChartplatzierungen (Jahr, Titel, Musiklabel, Platzierungen, Wochen, Auszeichnungen, Anmerkungen) | Höchstplatzierung, Gesamtwochen, AuszeichnungChartplatzierungen (Jahr, Titel, Musiklabel, Platzierungen, Wochen, Auszeichnungen, Anmerkungen) | Höchstplatzierung, Gesamtwochen, AuszeichnungChartplatzierungen (Jahr, Titel, Musiklabel, Platzierungen, Wochen, Auszeichnungen, Anmerkungen) | Höchstplatzierung, Gesamtwochen, AuszeichnungChartplatzierungen (Jahr, Titel, Musiklabel, Platzierungen, Wochen, Auszeichnungen, Anmerkungen) | Höchstplatzierung, Gesamtwochen, AuszeichnungChartplatzierungen (Jahr, Titel, Musiklabel, Platzierungen, Wochen, Auszeichnungen, Anmerkungen) | Anmerkungen                                                            |
| Jahr | Titel Musiklabel                                                              | DE | AT | CH | UK | US | Anmerkungen                                                            |
| ---- | ----------------------------------------------------------------------------- | --- | --- | --- | --- | --- | ---------------------------------------------------------------------- |
| 1985 | Live After Death EMI Records (EMI)                                            | DE10 Gold · (… Wo.)DE | AT— GoldAT | CH22 (2 Wo.)CH | UK2 Gold · (14 Wo.)UK | US19 Platin · (22 Wo.)US | Erstveröffentlichung: 14. Oktober 1985 Verkäufe: + 1.685.000           |
| 1993 | A Real Live One EMI Records (EMI)                                             | DE25 (13 Wo.)DE | AT11 (14 Wo.)AT | CH25 (7 Wo.)CH | UK3 Silber · (4 Wo.)UK | US106 (2 Wo.)US | Erstveröffentlichung: 22. März 1993                                    |
| 1993 | A Real Dead One EMI Records (EMI)                                             | DE50 (8 Wo.)DE | — | CH37 (1 Wo.)CH | UK12 (3 Wo.)UK | US140 (1 Wo.)US | Erstveröffentlichung: 18. Oktober 1993                                 |
| 1993 | Live at Donington EMI Records (EMI)                                           | — | — | — | UK23 (1 Wo.)UK | — | Erstveröffentlichung: 8. November 1993 ursprünglich limitierte Auflage |
| 2002 | Rock in Rio EMI Records (EMI)                                                 | DE13 Gold · (10 Wo.)DE | AT17 (6 Wo.)AT | CH17 (7 Wo.)CH | UK15 Silber · (4 Wo.)UK | US186 Platin · (1 Wo.)US | Erstveröffentlichung: 25. März 2002                                    |
| 2002 | BBC Archives EMI Records (EMI)                                                | — | — | — | — | — | Erstveröffentlichung: 4. November 2002                                 |
| 2002 | Beast over Hammersmith EMI Records (EMI)                                      | — | — | — | — | — | Erstveröffentlichung: 4. November 2002                                 |
| 2005 | Death on the Road EMI Records (EMI)                                           | DE17 (7 Wo.)DE | AT23 (4 Wo.)AT | CH17 (6 Wo.)CH | UK22 Silber · (3 Wo.)UK | — | Erstveröffentlichung: 29. August 2005                                  |
| 2009 | Flight 666 EMI Records (EMI)                                                  | DE6 Platin · (21 Wo.)DE | AT36 (3 Wo.)AT | CH24 (5 Wo.)CH | UK15 Gold · (3 Wo.)UK | US34 Platin · (3 Wo.)US | Erstveröffentlichung: 25. Mai 2008                                     |
| 2012 | En vivo! EMI Records (EMI)                                                    | DE4 Gold · (10 Wo.)DE | AT17 (2 Wo.)AT | CH19 (5 Wo.)CH | UK19 (2 Wo.)UK | US80 Platin · (1 Wo.)US | Erstveröffentlichung: 26. März 2012                                    |
| 2013 | Maiden England ’88 EMI Records (EMI)                                          | DE14 (5 Wo.)DE | AT23 (2 Wo.)AT | CH26 (3 Wo.)CH | UK30 (2 Wo.)UK | US148 Gold · (1 Wo.)US | Erstveröffentlichung: 25. März 2013                                    |
| 2017 | The Book of Souls: Live Chapter Parlophone (WMG)                              | DE5 (6 Wo.)DE | AT10 (2 Wo.)AT | CH5 (4 Wo.)CH | UK17 (2 Wo.)UK | US49 (1 Wo.)US | Erstveröffentlichung: 17. November 2017                                |
| 2020 | Nights of the Dead, Legacy of the Beast: Live in Mexico City Parlophone (WMG) | DE6 (8 Wo.)DE | AT9 (1 Wo.)AT | CH4 (4 Wo.)CH | UK7 (1 Wo.)UK | US53 (1 Wo.)US | Erstveröffentlichung: 20. November 2020                                |

### Kompilationen
| Jahr | Titel Musiklabel                            | Höchstplatzierung, Gesamtwochen, AuszeichnungChartplatzierungen (Jahr, Titel, Musiklabel, Platzierungen, Wochen, Auszeichnungen, Anmerkungen) | Höchstplatzierung, Gesamtwochen, AuszeichnungChartplatzierungen (Jahr, Titel, Musiklabel, Platzierungen, Wochen, Auszeichnungen, Anmerkungen) | Höchstplatzierung, Gesamtwochen, AuszeichnungChartplatzierungen (Jahr, Titel, Musiklabel, Platzierungen, Wochen, Auszeichnungen, Anmerkungen) | Höchstplatzierung, Gesamtwochen, AuszeichnungChartplatzierungen (Jahr, Titel, Musiklabel, Platzierungen, Wochen, Auszeichnungen, Anmerkungen) | Höchstplatzierung, Gesamtwochen, AuszeichnungChartplatzierungen (Jahr, Titel, Musiklabel, Platzierungen, Wochen, Auszeichnungen, Anmerkungen) | Anmerkungen                                                                |
| Jahr | Titel Musiklabel                            | DE | AT | CH | UK | US | Anmerkungen                                                                |
| ---- | ------------------------------------------- | --- | --- | --- | --- | --- | -------------------------------------------------------------------------- |
| 1996 | Best of the Beast EMI Records (EMI)         | DE42 (7 Wo.)DE | AT41 (3 Wo.)AT | — | UK16 Gold · (6 Wo.)UK | — | Erstveröffentlichung: 23. September 1996 Verkäufe: + 362.261               |
| 1999 | Ed Hunter EMI Records (EMI)                 | DE94 (1 Wo.)DE | — | — | UK— SilberUK | — | Erstveröffentlichung: 17. Mai 1999 Verkäufe: + 60.000                      |
| 2002 | Best of the 'B' Sides EMI Records (EMI)     | — | — | — | — | — | Erstveröffentlichung: 4. November 2002                                     |
| 2002 | Edward the Great EMI Records (EMI)          | — | — | — | UK57 Gold · (3 Wo.)UK | — | Erstveröffentlichung: 4. November 2002 Verkäufe: + 100.000                 |
| 2005 | The Essential Iron Maiden EMI Records (EMI) | — | — | — | UK57 Gold · (3 Wo.)UK | — | Erstveröffentlichung: 5. Juli 2005 Best-of; nur in den Vereinigten Staaten |
| 2008 | Somewhere Back in Time EMI Records (EMI)    | DE84 (3 Wo.)DE | AT26 (6 Wo.)AT | CH31 (7 Wo.)CH | UK14 Platin · (18 Wo.)UK | US58 (6 Wo.)US | Erstveröffentlichung: 12. Mai 2008 Verkäufe: + 300.000                     |
| 2011 | From Fear to Eternity EMI Records (EMI)     | DE19 Gold · (6 Wo.)DE | AT22 (7 Wo.)AT | CH20 (9 Wo.)CH | UK19 Silber · (4 Wo.)UK | US86 (1 Wo.)US | Erstveröffentlichung: 6. Juni 2011 Verkäufe: + 160.000                     |

### EPs
| Jahr | Titel                | Höchstplatzierung, Gesamtwochen, AuszeichnungChartplatzierungen (Jahr, Titel, Platzierungen, Wochen, Auszeichnungen, Anmerkungen) | Höchstplatzierung, Gesamtwochen, AuszeichnungChartplatzierungen (Jahr, Titel, Platzierungen, Wochen, Auszeichnungen, Anmerkungen) | Höchstplatzierung, Gesamtwochen, AuszeichnungChartplatzierungen (Jahr, Titel, Platzierungen, Wochen, Auszeichnungen, Anmerkungen) | Höchstplatzierung, Gesamtwochen, AuszeichnungChartplatzierungen (Jahr, Titel, Platzierungen, Wochen, Auszeichnungen, Anmerkungen) | Höchstplatzierung, Gesamtwochen, AuszeichnungChartplatzierungen (Jahr, Titel, Platzierungen, Wochen, Auszeichnungen, Anmerkungen) | Anmerkungen |
| Jahr | Titel                | DE | AT | CH | UK | US | Anmerkungen |
| ---- | -------------------- | --- | --- | --- | --- | --- | --- |
| 1979 | The Soundhouse Tapes | — | — | — | — | — | Erstveröffentlichung: 9. November 1979                                                                           |
| 1980 | Live!! +one          | — | — | — | — | — | Erstveröffentlichung: 25. Dezember 1980                                                                          |
| 1981 | Maiden Japan         | — | — | — | UK43 (4 Wo.)UK | US89 (30 Wo.)US | Erstveröffentlichung: 14. September 1981 aufgenommen am 23. Mai 1981 in den Kōsei Nenkin Kaikan in Nagoya, Japan |
| 2004 | No More Lies         | DE36 (4 Wo.)DE | — | CH93 (1 Wo.)CH | — | — | Erstveröffentlichung: 29. März 2004                                                                              |

grau schraffiert: keine Chartdaten aus diesem Jahr verfügbar

## Singles
| Jahr | Titel Album                                                    | Höchstplatzierung, Gesamtwochen, AuszeichnungChartplatzierungen (Jahr, Titel, Album, Platzierungen, Wochen, Auszeichnungen, Anmerkungen) | Höchstplatzierung, Gesamtwochen, AuszeichnungChartplatzierungen (Jahr, Titel, Album, Platzierungen, Wochen, Auszeichnungen, Anmerkungen) | Höchstplatzierung, Gesamtwochen, AuszeichnungChartplatzierungen (Jahr, Titel, Album, Platzierungen, Wochen, Auszeichnungen, Anmerkungen) | Höchstplatzierung, Gesamtwochen, AuszeichnungChartplatzierungen (Jahr, Titel, Album, Platzierungen, Wochen, Auszeichnungen, Anmerkungen) | Höchstplatzierung, Gesamtwochen, AuszeichnungChartplatzierungen (Jahr, Titel, Album, Platzierungen, Wochen, Auszeichnungen, Anmerkungen) | Anmerkungen                                                |
| Jahr | Titel Album                                                    | DE | AT | CH | UK | US | Anmerkungen                                                |
| ---- | -------------------------------------------------------------- | --- | --- | --- | --- | --- | ---------------------------------------------------------- |
| 1980 | Running Free Iron Maiden                                       | — | — | — | UK34 (5 Wo.)UK | — | Erstveröffentlichung: 8. Februar 1980                      |
| 1980 | Sanctuary Iron Maiden                                          | — | — | — | UK29 (5 Wo.)UK | — | Erstveröffentlichung: 14. Mai 1980                         |
| 1980 | Women in Uniform –                                             | — | — | — | UK35 (4 Wo.)UK | — | Erstveröffentlichung: 26. September 1980                   |
| 1981 | Twilight Zone / Wrathchild Killers                             | — | — | — | UK31 (5 Wo.)UK | — | Erstveröffentlichung: 27. Februar 1981                     |
| 1981 | Purgatory Killers                                              | — | — | — | UK52 (3 Wo.)UK | — | Erstveröffentlichung: 12. Juni 1981                        |
| 1982 | Run to the Hills The Number of the Beast                       | DE55 (10 Wo.)DE | — | — | UK7 Gold · (10 Wo.)UK | — | Erstveröffentlichung: 12. Februar 1982 Verkäufe: + 500.000 |
| 1982 | The Number of the Beast                                        | — | — | — | UK18 Silber · (9 Wo.)UK | — | Erstveröffentlichung: 9. April 1982 Verkäufe: + 235.000    |
| 1983 | Flight of Icarus Piece of Mind                                 | — | — | — | UK11 (6 Wo.)UK | — | Erstveröffentlichung: 11. April 1983                       |
| 1983 | The Trooper Piece of Mind                                      | — | — | — | UK12 Gold · (7 Wo.)UK | — | Erstveröffentlichung: 20. Juni 1983 Verkäufe: + 465.000    |
| 1984 | 2 Minutes to Midnight Powerslave                               | DE70 (4 Wo.)DE | — | — | UK11 (6 Wo.)UK | — | Erstveröffentlichung: 6. August 1984                       |
| 1984 | Aces High Powerslave                                           | — | — | — | UK20 (5 Wo.)UK | — | Erstveröffentlichung: 22. Oktober 1984                     |
| 1985 | Running Free (Live) Live After Death                           | — | — | — | UK19 (6 Wo.)UK | — | Erstveröffentlichung: 13. September 1985                   |
| 1985 | Run to the Hills (Live) Live After Death                       | DE86 (2 Wo.)DE | — | — | UK26 (6 Wo.)UK | — | Erstveröffentlichung: 2. Dezember 1985                     |
| 1986 | Wasted Years Somewhere in Time                                 | — | — | — | UK18 (4 Wo.)UK | — | Erstveröffentlichung: 25. August 1986                      |
| 1986 | Stranger in a Strange Land Somewhere in Time                   | — | — | — | UK22 (6 Wo.)UK | — | Erstveröffentlichung: 10. November 1986                    |
| 1988 | Can I Play with Madness Seventh Son of a Seventh Son           | DE23 (10 Wo.)DE | — | CH23 (7 Wo.)CH | UK3 (6 Wo.)UK | — | Erstveröffentlichung: 20. März 1988                        |
| 1988 | The Evil That Men Do Seventh Son of a Seventh Son              | — | — | — | UK5 (7 Wo.)UK | — | Erstveröffentlichung: 1. August 1988                       |
| 1988 | The Clairvoyant Seventh Son of a Seventh Son                   | — | — | — | UK6 (8 Wo.)UK | — | Erstveröffentlichung: 7. November 1988                     |
| 1989 | Infinite Dreams (Live) Maiden England                          | — | — | — | UK6 (7 Wo.)UK | — | Erstveröffentlichung: 6. November 1989                     |
| 1990 | Holy Smoke No Prayer for the Dying                             | — | — | CH20 (3 Wo.)CH | UK3 (4 Wo.)UK | — | Erstveröffentlichung: 10. September 1990                   |
| 1990 | Bring Your Daughter… to the Slaughter No Prayer for the Dying  | — | — | CH19 (3 Wo.)CH | UK1 (5 Wo.)UK | — | Erstveröffentlichung: 24. Dezember 1990                    |
| 1992 | Be Quick or Be Dead Fear of the Dark                           | DE32 (7 Wo.)DE | — | CH15 (7 Wo.)CH | UK2 (4 Wo.)UK | — | Erstveröffentlichung: 13. April 1992                       |
| 1992 | From Here to Eternity Fear of the Dark                         | — | — | — | UK21 (4 Wo.)UK | — | Erstveröffentlichung: 29. Juni 1992                        |
| 1992 | Wasting Love Fear of the Dark                                  | — | — | — | — | — | Erstveröffentlichung: 1992                                 |
| 1993 | Fear of the Dark (Live) A Real Live One                        | — | — | — | UK8 (3 Wo.)UK | — | Erstveröffentlichung: 1. März 1993                         |
| 1993 | Hallowed Be Thy Name (Live) A Real Dead One                    | — | — | — | UK9 (3 Wo.)UK | — | Erstveröffentlichung: 4. Oktober 1993                      |
| 1995 | Man on the Edge The X-Factor                                   | — | — | — | UK10 (3 Wo.)UK | — | Erstveröffentlichung: 25. September 1995                   |
| 1996 | Lord of the Flies The X-Factor                                 | — | — | — | — | — | Erstveröffentlichung: 1996                                 |
| 1996 | Virus Best of the Beast                                        | — | — | — | UK16 (3 Wo.)UK | — | Erstveröffentlichung: 2. September 1996                    |
| 1998 | The Angel and the Gambler Virtual XI                           | DE61 (2 Wo.)DE | — | — | UK18 (3 Wo.)UK | — | Erstveröffentlichung: 9. März 1998                         |
| 1998 | Futureal Virtual XI                                            | — | — | — | — | — | Erstveröffentlichung: 1998                                 |
| 2000 | The Wicker Man Brave New World                                 | DE38 (4 Wo.)DE | — | CH83 (3 Wo.)CH | UK9 (4 Wo.)UK | — | Erstveröffentlichung: 8. Mai 2000                          |
| 2000 | Out of the Silent Planet Brave New World                       | DE66 (1 Wo.)DE | — | — | UK20 (3 Wo.)UK | — | Erstveröffentlichung: 23. Oktober 2000                     |
| 2002 | Run to the Hills (Live) Rock in Rio                            | DE86 (2 Wo.)DE | — | CH75 (6 Wo.)CH | UK9 (4 Wo.)UK | — | Erstveröffentlichung: 11. März 2002                        |
| 2003 | Wildest Dreams Dance of Death                                  | DE27 (5 Wo.)DE | AT65 (2 Wo.)AT | CH68 (3 Wo.)CH | UK6 (7 Wo.)UK | — | Erstveröffentlichung: 31. August 2003                      |
| 2003 | Rainmaker Dance of Death                                       | DE36 (9 Wo.)DE | — | CH94 (1 Wo.)CH | UK13 (7 Wo.)UK | — | Erstveröffentlichung: 24. November 2003                    |
| 2004 | No More Lies Dance of Death                                    | DE36 (4 Wo.)DE | — | CH93 (1 Wo.)CH | — | — | Erstveröffentlichung: 29. März 2004 Verkäufe: + 3.179      |
| 2005 | The Number of the Beast (Live) Death on the Road               | DE76 (4 Wo.)DE | — | CH42 (4 Wo.)CH | UK3 (7 Wo.)UK | — | Erstveröffentlichung: 15. August 2005                      |
| 2005 | The Trooper (Live) Death on the Road                           | DE78 (3 Wo.)DE | — | CH61 (4 Wo.)CH | UK5 (6 Wo.)UK | — | Erstveröffentlichung: 15. August 2005                      |
| 2006 | The Reincarnation of Benjamin Breeg A Matter of Life and Death | DE39 (6 Wo.)DE | — | CH74 (2 Wo.)CH | — | — | Erstveröffentlichung: 14. August 2006                      |
| 2006 | Different World A Matter of Life and Death                     | DE40 (5 Wo.)DE | — | — | UK3 (3 Wo.)UK | — | Erstveröffentlichung: 14. November 2006                    |
| 2010 | El Dorado The Final Frontier                                   | — | — | — | — | — | Erstveröffentlichung: 7. Juni 2010                         |
| 2015 | Speed of Light The Book of Souls                               | — | — | — | — | — | Erstveröffentlichung: 17. August 2015                      |
| 2021 | The Writing On the Wall Senjutsu                               | — | — | — | — | — | Erstveröffentlichung: 15. Juli 2021                        |
| 2021 | Stratego Senjutsu                                              | — | — | — | — | — | Erstveröffentlichung: 19. August 2021                      |

## Videoalben und Musikvideos

### Videoalben

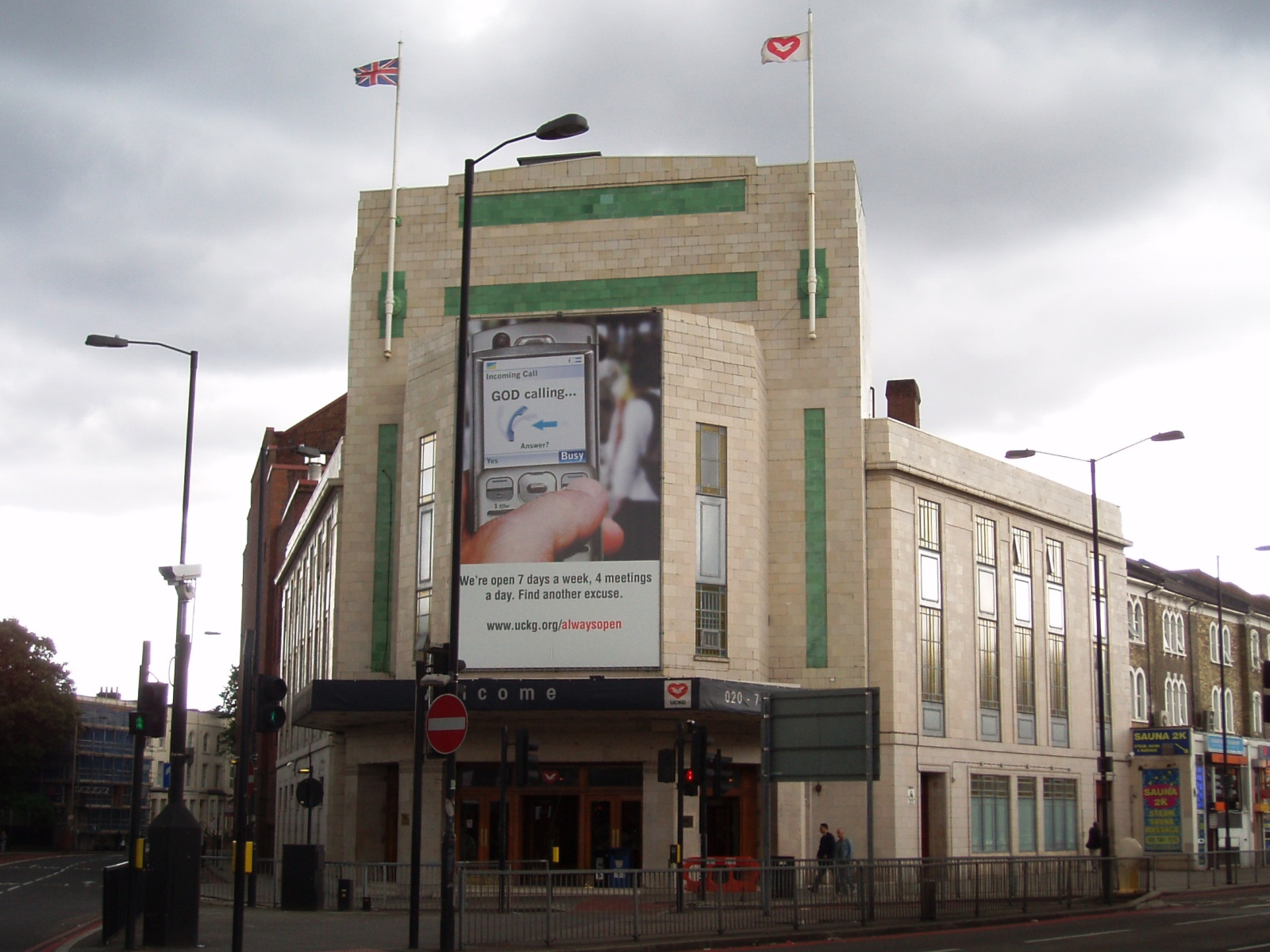
Der Ort des ersten Konzertmitschnittes: Das Rainbow Theatre in London

| Jahr | Titel Musiklabel                                        | Höchstplatzierung, Gesamtwochen, AuszeichnungChartplatzierungen (Jahr, Titel, Musiklabel, Platzierungen, Wochen, Auszeichnungen, Anmerkungen) | Höchstplatzierung, Gesamtwochen, AuszeichnungChartplatzierungen (Jahr, Titel, Musiklabel, Platzierungen, Wochen, Auszeichnungen, Anmerkungen) | Höchstplatzierung, Gesamtwochen, AuszeichnungChartplatzierungen (Jahr, Titel, Musiklabel, Platzierungen, Wochen, Auszeichnungen, Anmerkungen) | Höchstplatzierung, Gesamtwochen, AuszeichnungChartplatzierungen (Jahr, Titel, Musiklabel, Platzierungen, Wochen, Auszeichnungen, Anmerkungen) | Höchstplatzierung, Gesamtwochen, AuszeichnungChartplatzierungen (Jahr, Titel, Musiklabel, Platzierungen, Wochen, Auszeichnungen, Anmerkungen) | Anmerkungen |
| Jahr | Titel Musiklabel                                        | DE | AT | CH | UK | US | Anmerkungen |
| ---- | ------------------------------------------------------- | --- | --- | --- | --- | --- | --- |
| 1981 | Live at the Rainbow                                     | — | — | — | — | — | Erstveröffentlichung: 1981 aufgenommen im Dezember 1980 im Rainbow Theatre in London                                                                                 |
| 1983 | Video Pieces                                            | — | — | — | — | — | Erstveröffentlichung: September 1983 enthält Promo-Videos für die Alben The Number of the Beast und Piece of Mind                                                    |
| 1984 | Behind the Iron Curtain                                 | — | — | — | — | US— GoldUS | Erstveröffentlichung: 1984 Mitschnitt von Auftritten in Osteuropa |
| 1985 | Live After Death EMI                                    | DE— GoldDE | — | CH1 (8 Wo.)CH | UK1 Gold · (22 Wo.)UK | US— PlatinUS | Erstveröffentlichung: 1985 Mitschnitt eines Konzertes im März 1985 in der Long Beach Arena in Südkalifornien vor 52.000 Zuschauern; DVD-Wiederveröffentlichung: 2008 |
| 1987 | 12 Wasted Years                                         | — | — | — | — | US— GoldUS | Erstveröffentlichung: 1987 die Geschichte von Iron Maiden von den 1970ern bis zur Somewhere on Tour mit Interviews, Raritäten und Liveauftritten                     |
| 1989 | Maiden England                                          | — | — | — | UK4 (9 Wo.)UK | — | Erstveröffentlichung: 1989 Mitschnitt der ausverkauften Konzerte am 27. und 28. November 1988 in der NEC-Arena in Birmingham, England                                |
| 1990 | The First Ten Years - The Videos                        | — | — | — | — | — | Erstveröffentlichung: 1990 |
| 1992 | From There to Eternity                                  | — | — | — | — | — | Erstveröffentlichung: 1992 |
| 1993 | Donington Live 1992                                     | — | — | — | UK30 (9 Wo.)UK | — | Erstveröffentlichung: November 1993 Mitschnitt des Auftritts am Monsters-of-Rock-Festival 1992 im Donington Park                                                     |
| 1994 | Raising Hell                                            | — | — | — | UK5 (8 Wo.)UK | — | Erstveröffentlichung: 1994 Mitschnitt des Konzerts am 28. August 1993                                                                                                |
| 2001 | Classic Albums: The Number of the Beast                 | — | — | — | UK1 Platin · (62 Wo.)UK | — | Erstveröffentlichung: 2001 die Geschichte der Band während der Entstehung des Albums in zahlreichen Interviews und Livemitschnitten                                  |
| 2002 | Rock in Rio                                             | — | — | — | UK1 Platin · (62 Wo.)UK | — | Erstveröffentlichung: 2002 |
| 2003 | Visions of the Beast EMI                                | DE41 Gold · (4 Wo.)DE | — | — | UK2 Platin · (35 Wo.)UK | US— ×2DoppelplatinUS | Erstveröffentlichung: 2. Juni 2003 enthält alle Videos zwischen 1980 und ihrem Headliner-Auftritt in Rio de Janeiro 2001                                             |
| 2004 | The History of Iron Maiden, Part 1 – The Early Days EMI | DE76 (1 Wo.)DE | — | — | UK3 Gold · (18 Wo.)UK | US— PlatinUS | Erstveröffentlichung: 1. November 2004 enthält Mitschnitte der Touren Iron Maiden 1980, The Killer World Tour 1981, Beast on the Road 1982 und World Piece Tour 1983 |
| 2006 | Death on the Road                                       | — | — | — | UK1 (9 Wo.)UK | — | Erstveröffentlichung: 2006 3-DVD-Set |
| 2009 | Flight 666 EMI                                          | — | — | CH1 (15 Wo.)CH | UK1 (67 Wo.)UK | — | Erstveröffentlichung: 21. Mai 2009 DVD, Blu-ray |
| 2012 | En Vivo! EMI                                            | — | — | CH2 (15 Wo.)CH | UK1 (60 Wo.)UK | — | Erstveröffentlichung: 23. März 2012 |
| 2013 | Maiden England ’88 EMI                                  | — | — | CH2 (10 Wo.)CH | UK2 (22 Wo.)UK | — | Erstveröffentlichung: 22. März 2013 DVD-Wiederveröffentlichung |

grau schraffiert: keine Chartdaten aus diesem Jahr verfügbar

### Musikvideos
| Jahr | Titel                                 | Regie                            |
| ---- | ------------------------------------- | -------------------------------- |
| 1980 | Women in Uniform                      | Doug Smith                       |
| 1981 | Wrathchild                            | Dave Hillier                     |
| 1982 | Run to the Hills                      | David Mallet                     |
| 1982 | The Number of the Beast               | David Mallet                     |
| 1983 | Flight of Icarus                      | Jim Yukich                       |
| 1983 | The Trooper                           | Jim Yukich                       |
| 1984 | 2 Minutes to Midnight                 | Tony Halton                      |
| 1984 | Aces High                             | Jim Yukich                       |
| 1986 | Wasted Years                          | Jim Yukich                       |
| 1986 | Stranger in a Strange Land            | Julian Caidan                    |
| 1988 | Can I Play with Madness               | Julian Doyle                     |
| 1988 | The Evil That Men Do                  | Toby Philips, Steve Harris       |
| 1988 | The Clairvoyant                       | Julian Caiden, Steve Harris      |
| 1989 | Infinite Dreams                       | Steve Harris                     |
| 1990 | Holy Smoke                            | Steve Harris                     |
| 1990 | Tailgunner                            | Steve Harris                     |
| 1990 | Bring Your Daughter… to the Slaughter | Steve Harris                     |
| 1992 | Be Quick or Be Dead                   | Wing Ko                          |
| 1992 | From Here to Eternity                 | Ralph Ziman                      |
| 1992 | Wasting Love                          | Samuel Bayer                     |
| 1993 | Fear of the Dark                      | Samuel Bayer                     |
| 1993 | Hallowed Be Thy Name                  | Samuel Bayer                     |
| 1995 | Man on the Edge                       | Wing Ko                          |
| 1996 | Afraid to Shoot Strangers             | Steve Lazarus, Steve Harris      |
| 1996 | Lord of the Flies                     | Steve Lazarus, Steve Harris      |
| 1996 | Virus                                 | Steve Lazarus, Steve Harris      |
| 1998 | The Angel and the Gambler             | Simon Hilton                     |
| 1998 | Futureal                              | Steve Lazarus                    |
| 2000 | The Wicker Man                        | Dean Karr                        |
| 2000 | Out of the Silent Planet              | David Pattenden, Trevor Thompson |
| 2000 | Brave New World                       | Dean Karr                        |
| 2003 | Wildest Dreams                        | Howard Greenhalgh                |
| 2003 | Rainmaker                             | Howard Greenhalgh                |
| 2004 | No More Lies                          | Mathew Amos                      |
| 2006 | The Reincarnation of Benjamin Breeg   | Mathew Amos                      |
| 2006 | Different World                       | Howard Greenhalgh                |
| 2010 | The Final Frontier                    | Nick Scott                       |

## Boxsets
| Jahr | Titel Musiklabel                         | Höchstplatzierung, Gesamtwochen, AuszeichnungChartplatzierungen (Jahr, Titel, Musiklabel, Platzierungen, Wochen, Auszeichnungen, Anmerkungen) | Höchstplatzierung, Gesamtwochen, AuszeichnungChartplatzierungen (Jahr, Titel, Musiklabel, Platzierungen, Wochen, Auszeichnungen, Anmerkungen) | Höchstplatzierung, Gesamtwochen, AuszeichnungChartplatzierungen (Jahr, Titel, Musiklabel, Platzierungen, Wochen, Auszeichnungen, Anmerkungen) | Höchstplatzierung, Gesamtwochen, AuszeichnungChartplatzierungen (Jahr, Titel, Musiklabel, Platzierungen, Wochen, Auszeichnungen, Anmerkungen) | Höchstplatzierung, Gesamtwochen, AuszeichnungChartplatzierungen (Jahr, Titel, Musiklabel, Platzierungen, Wochen, Auszeichnungen, Anmerkungen) | Anmerkungen |
| Jahr | Titel Musiklabel                         | DE | AT | CH | UK | US | Anmerkungen |
| ---- | ---------------------------------------- | --- | --- | --- | --- | --- | --- |
| 1990 | The First Ten Years                      | — | — | — | — | — | Erstveröffentlichung: 1990 enthält zehn EPs mit je zwei Singles der ersten zehn Jahre der Bandgeschichte                 |
| 1998 | Eddie’s Head                             | — | — | — | — | — | Erstveröffentlichung: 1998 enthält die Alben bis einschließlich Live at Donington in überarbeiteter und erweiterter Form |
| 2002 | Eddie’s Archive                          | — | — | — | — | — | Erstveröffentlichung: 18. November 2002 enthält 77 remasterte seltene Aufnahmen auf drei Doppel-CDs                      |
| 2012 | Picture Disc Collection 1980-1988        | — | — | — | — | — | Erstveröffentlichung: 2012                                                                                               |
| 2014 | The Complete Albums Collection 1980-1988 | DE47 (1 Wo.)DE | — | — | UK94 (1 Wo.)UK | — | Erstveröffentlichung: 13. Oktober 2014                                                                                   |
| 2017 | The Complete Albums Collection 1990-2015 | — | — | — | — | — | Erstveröffentlichung: 19. Mai 2017                                                                                       |

## Promoveröffentlichungen
| Jahr | Titel Album                                         | Anmerkungen                |
| ---- | --------------------------------------------------- | -------------------------- |
| 2010 | Satellite 15 … The Final Frontier The Book of Souls | Erstveröffentlichung: 2010 |
| 2010 | Coming Home The Book of Souls                       | Erstveröffentlichung: 2010 |

## Statistik

### Chartauswertung
|                     | DE     | AT     | CH     | UK     | US     |
| ------------------- | ------ | ------ | ------ | ------ | ------ |
| Nummer-eins-Alben   | DE4DE  | AT3AT  | CH3CH  | UK5UK  | US—US  |
| Top-10-Alben        | DE18DE | AT13AT | CH11CH | UK18UK | US4US  |
| Alben in den Charts | DE35DE | AT27AT | CH28CH | UK34UK | US29US |

|                       | DE     | AT    | CH     | UK     | US    |
| --------------------- | ------ | ----- | ------ | ------ | ----- |
| Nummer-eins-Singles   | DE—DE  | AT—AT | CH—CH  | UK1UK  | US—US |
| Top-10-Singles        | DE—DE  | AT—AT | CH—CH  | UK17UK | US—US |
| Singles in den Charts | DE16DE | AT1AT | CH12CH | UK36UK | US—US |

|                          | DE    | AT    | CH    | UK     | US    |
| ------------------------ | ----- | ----- | ----- | ------ | ----- |
| Nummer-eins-Videoalben   | DE—DE | AT—AT | CH2CH | UK5UK  | US—US |
| Top-10-Videoalben        | DE—DE | AT—AT | CH4CH | UK10UK | US—US |
| Videoalben in den Charts | DE—DE | AT—AT | CH4CH | UK11UK | US—US |

### Auszeichnungen für Musikverkäufe
| Land/RegionAuszeichnungen für Musikverkäufe (Land/Region, Auszeichnungen, Verkäufe, Quellen) | Silber     | Gold         | Platin       | Verkäufe  | Quellen                     |
| -------------------------------------------------------------------------------------------- | ---------- | ------------ | ------------ | --------- | --------------------------- |
| Argentinien (CAPIF)                                                                          | —          | Gold1        | 7× Platin7   | 128.000   | capif.org.ar                |
| Australien (ARIA)                                                                            | —          | 9× Gold9     | 4× Platin4   | 300.000   | aria.com.au                 |
| Brasilien (PMB)                                                                              | —          | 6× Gold6     | 2× Platin2   | 430.000   | pro-musicabr.org.br         |
| Deutschland (BVMI)                                                                           | —          | 19× Gold19   | Platin1      | 3.050.000 | musikindustrie.de           |
| Finnland (IFPI)                                                                              | —          | 10× Gold10   | 5× Platin5   | 242.810   | ifpi.fi                     |
| Frankreich (SNEP)                                                                            | —          | 9× Gold9     | Platin1      | 460.000   | infodisc.fr snepmusique.com |
| Griechenland (IFPI)                                                                          | —          | 3× Gold3     | —            | 30.000    | Einzelnachweise             |
| Italien (FIMI)                                                                               | —          | 7× Gold7     | —            | 280.000   | fimi.it                     |
| Kanada (MC)                                                                                  | —          | 9× Gold9     | 31× Platin31 | 1.900.000 | musiccanada.com             |
| Kolumbien (ASINCOL)                                                                          | —          | Gold1        | —            | 5.000     | Einzelnachweise             |
| Kroatien (HDU)                                                                               | —          | Gold1        | —            | 3.000     | Einzelnachweise             |
| Neuseeland (RMNZ)                                                                            | —          | 4× Gold4     | 2× Platin2   | 62.500    | radioscope.co.nz            |
| Niederlande (NVPI)                                                                           | —          | Gold1        | —            | 50.000    | nvpi.nl                     |
| Norwegen (IFPI)                                                                              | —          | 4× Gold4     | —            | 70.000    | ifpi.no NO2                 |
| Österreich (IFPI)                                                                            | —          | 3× Gold3     | —            | 50.500    | ifpi.at                     |
| Polen (ZPAV)                                                                                 | —          | 9× Gold9     | —            | 120.000   | olis.pl                     |
| Portugal (AFP)                                                                               | —          | —            | Platin1      | 20.000    | Einzelnachweise             |
| Russland (NFPF)                                                                              | —          | Gold1        | —            | 10.000    | Einzelnachweise             |
| Schweden (IFPI)                                                                              | —          | 12× Gold12   | Platin1      | 420.000   | sverigetopplistan.se        |
| Schweiz (IFPI)                                                                               | —          | 4× Gold4     | —            | 80.000    | hitparade.ch                |
| Spanien (Promusicae)                                                                         | —          | 9× Gold9     | 2× Platin2   | 405.000   | elportaldemusica.es ES2     |
| Ungarn (MAHASZ)                                                                              | —          | Gold1        | Platin1      | 8.000     | slagerlistak.hu             |
| Vereinigte Staaten (RIAA)                                                                    | —          | 6× Gold6     | 13× Platin13 | 7.450.000 | riaa.com                    |
| Vereinigtes Königreich (BPI)                                                                 | 9× Silber9 | 20× Gold20   | 6× Platin6   | 4.175.000 | bpi.co.uk                   |
| Insgesamt                                                                                    | 9× Silber9 | 148× Gold148 | 77× Platin77 |           |                             |